# К-322 «Кашалот»
К-322 «Кашалот» — советская и российская многоцелевая атомная подводная лодка проекта 971 «Щука-Б». Третья лодка проекта, построенная на судостроительном заводе № 199 имени Ленинского Комсомола.

## История
19 января 1983 года была зачислена в списки кораблей ВМФ.
5 сентября 1986 года лодка была заложена в цехе судостроительного завода № 199 имени Ленинского Комсомола в Комсомольске-на-Амуре.
18 июля 1987 года была спущена на воду. 30 декабря 1988 года вступила в строй. Принята в состав ВМФ 25 января 1989 года. 1 марта 1989 года включена в состав Тихоокеанского флота (ТОФ). Вошла в состав 45-й ДиПЛ 2-й ФлПЛ ТОФ с базированием на Камчатке, в бухте Крашенинникова (п. Рыбачий).
Летом 1990 года выполнила задачи боевой службы. Продолжительность слежения за иностранными ПЛ в походе была более 14 суток (354 часа). Это был лучший результат на то время — время слежения за иностранной ПЛ превышало лучшие достижения подводных лодок ВМФ СССР. 13 апреля 1993 года получила наименование «Кашалот».
В марте 1998 года передана в состав 10-й ДиПЛ 2-й ФлПЛ ТОФ с прежним местом базирования.
В ТСД «Зея» в сентябре 2002 года перевезена на ЗСО «Восток».
С 2013 года находилась на территории ФГУП «Амурский судостроительный завод» в Комсомольске-на-Амуре в ожидании ремонта.
В январе 2015 года Руководство ВМС Индии обратилось с предложением об аренде АПЛ «Кашалот» после прохождения ремонта.
10 октября 2019 года принято решение о нецелесообразности и технической невозможности дальнейшего ремонта и об утилизации подлодки в мае 2020 года. Работы по утилизации начались в 2020 году на базе Амурского судостроительного завода. Вместо К-322 в лизинг Индии планируется передать К-331 «Магадан».